# Ozamiz
Ozamiz is een stad in de Filipijnse provincie Misamis Occidental op het eiland Mindanao. Bij de laatste census in 2007 had de stad ruim 123 duizend inwoners.

## Geografie

### Bestuurlijke indeling
Ozamiz is onderverdeeld in de volgende 51 barangays:
| - Aguada - Banadero - Bacolod - Bagakay - Balintawak - Baybay Santa Cruz - Baybay San Roque - Baybay Triunfo - Bongbong - Calabayan - Capucao C. - Capucao P. - Carangan - Carmen - Catadman-Manabay - Cavinte - Cogon | - Dalapang - Diguan - Dimaluna - Doña Consuelo - Embargo - Gala - Gango - Gotokan Daku - Gotokan Diot - Guimad - Guingona - Kinuman Norte - Kinuman Sur - Labinay - Labo - Lam-an - Liposong | - Litapan - Malaubang - Manaka - Maningcol - Mentering - Molicay - Stimson Abordo - Pantaon - Pulot - San Antonio - Sangay Daku - Sangay Diot - Sinuza - Tabid - Tinago - Trigos - 50th District |

## Demografie
Ozamiz had bij de census van 2007 een inwoneraantal van 123.137 mensen. Dit zijn 12.717 mensen (11,5%) meer dan bij de vorige census van 2000. De gemiddelde jaarlijkse groei komt daarmee uit op 1,51%, hetgeen lager is dan het landelijk jaarlijks gemiddelde over deze periode (2,04%). Vergeleken met de census van 1995 is het aantal mensen met 21.193 (20,8%) toegenomen.
De bevolkingsdichtheid van Ozamiz was ten tijde van de laatste census, met 123.137 inwoners op 169,95 km², 724,5 mensen per km².
Aloran · Baliangao · Bonifacio · Calamba · Clarin · Concepcion · Don Victoriano Chiongbian · Jimenez · Lopez Jaena · Panaon · Oroquieta · Ozamiz · Plaridel · Sapang Dalaga · Sinacaban · Tangub · Tudela